# Pravi karanfil
Pravi karanfil (vrtni karanfil; lat. Dianthus caryophyllus) je biljka iz roda Dianthus. Latinsko ime je Dianthus caryophyllus. Kultivira se posljednjih 2000 godina pa se ne zna točno odakle potječe, ali pretpostavlja se da je porijeklom iz Mediterana. 

## Izgled
Ima zeljastu stabljiku visoku do 80 cm. Listovi su zeleni do zeleno-plavi, dugi do 15 cm. Cvjetovi mogu biti pojedinačni ili do 5 zajedno. Dugi su 3-5 cm. Originalna boja cvijeta je ljubičasta, a nastali su kultivari crvene, bijele, žute i zelene boje.
Karanfil zahtijeva prozračno, neutralno ili blago kiselo tlo i puno sunca. Postoje mnogi kultivari npr. 'Helen', 'Gina Porto', 'Laced Romeo' itd.

## Simbolika
Karanfili imaju raznoliku simboliku. Crveni karanfili simbol su radničkog pokreta u jugoistočnoj Europi, Austriji i Italiji. Nosili su se u zapučku na Praznik rada. U Portugalu je simbol pokreta, koji je nazvan revolucija karanfila. Zeleni karanfili simbol su Dana sv. Patrika. Nosio ih je irski književnik Oscar Wilde. Bili su i simbol homoseksualaca početkom 20. stoljeća. 
Karanfil je nacionalni cvijet Španjolske i Slovenije. Na Sveučilištu Oxford, bijeli karanfil nosi se na prvi ispit, crveni na posljednji,a ružičasti na ispite između prvog i posljednjeg. U SAD-u i Kanadi, karanfil je simbol Majčinog dana. Crveni se nosi ako je majka živa, a bijeli ako je preminula. U Koreji, crveni i ružičsti karanfili daruju se na Dan roditelja.

## Galerija
- Divlji karanfil u prirodi
- Kultivar
- Kultivar
- Mural posvećeni revoluciji karanfila u Portugalu

## Sinonimi
- Dianthus caryophyllus subsp. arrosti (C.Presl) Arcang.
- Dianthus caryophyllus var. arrosti (C.Presl) Fiori
- Dianthus caryophyllus var. boissieri (Willk.) Emb. & Maire
- Dianthus caryophyllus f. charmelii (Sennen & Mauricio) Maire
- Dianthus caryophyllus var. coronarius L.
- Dianthus caryophyllus subsp. garganicus (Ten.) Grande
- Dianthus caryophyllus var. garganicus (Ten.) Fiori
- Dianthus caryophyllus subsp. gasparrinii (Guss.) Arcang.
- Dianthus caryophyllus subsp. godronianus (Jord.) P.Martin
- Dianthus caryophyllus subsp. longibracteatus Maire
- Dianthus caryophyllus subsp. longicaulis (Ten.) Arcang.
- Dianthus caryophyllus f. mogadorensis Maire
- Dianthus caryophyllus subsp. siculus (C.Presl) Arcang.
- Dianthus caryophyllus var. siculus (C.Presl) Fiori
- Dianthus caryophyllus var. tenuifolius Moris
- Dianthus caryophyllus subsp. virgatus (Pasq.) Arcang.
- Dianthus caryophyllus var. volubilitanus Maire[1]